# وولف غريم
وولف غريم (بالألمانية: Wolf Gremm)‏ هو كاتب سيناريو ومخرج وممثل ألماني، ولد في 26 فبراير 1942 في ألمانيا، وتوفي بنفس المكان في 14 يوليو 2015 بسبب سرطان. من الجوائز التي نالها Deutscher Kritikerpreis ‏ سنة 1973.

## جوائز
- Deutscher Kritikerpreis [الإنجليزية]‏ (1973)

## وصلات خارجية
- وولف غريم على موقع IMDb (الإنجليزية)
- وولف غريم على موقع مونزينجر (الألمانية)
- وولف غريم على موقع ألو سيني (الفرنسية)
- وولف غريم على موقع أول موفي (الإنجليزية)
- وولف غريم على موقع قاعدة بيانات الأفلام السويدية (السويدية)
- وولف غريم على موقع قاعدة بيانات الفيلم (الإنجليزية)
- وولف غريم على موقع كينوبويسك (الروسية)